# Droga przedsionkowo-rdzeniowa

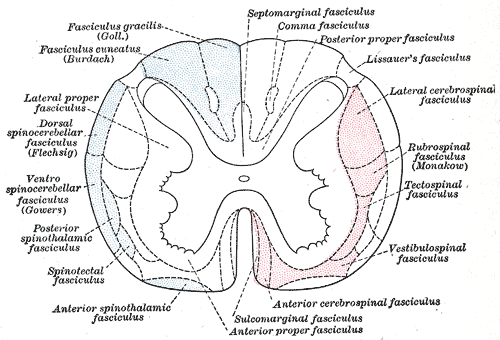
Droga przedsionkowo-rdzeniowa oznaczona w prawym dolnym rogu (Vestibulospinal fasciculus)

Droga przedsionkowo-rdzeniowa (łac. tractus vestibulospinalis) – w anatomii kręgowców jedna z dróg nerwowych. U człowieka rozpoczyna się głównie w jądrze przedsionkowym bocznym, częściowo w jądrze przedsionkowym dolnym oraz przyśrodkowym. Droga przedsionkowo-rdzeniowa przebiega głównie w sznurze przednim. Włókna skrzyżowane biegną w rdzeniu przedłużonym drogą przedsionkowo-rdzeniową przyśrodkową (drogą przedsionkowo-rdzeniową przednią), nieskrzyżowane drogą przedsionkowo-rdzeniową boczną. W rdzeniu kręgowym obie te drogi się łączą. Droga przedsionkowo-rdzeniowa odpowiada za regulację napięcia mięśni szkieletowych wpływających na równowagę.